# Antoine Chazauld
Antoine Chazauld est un homme politique français né et décédé à une date inconnue.
Administrateur municipal de Chalon-sur-Saône, puis commissaire du directoire pour ce canton, il est élu député de Saône-et-Loire au Conseil des Cinq-Cents le 25 germinal an VII.

## Sources
- « Antoine Chazauld », dans Adolphe Robert et Gaston Cougny, Dictionnaire des parlementaires français, Edgar Bourloton, 1889-1891 [détail de l’édition]